# Molodivka, Burîn
Molodivka (în ucraineană Молодівка) este un sat în comuna Snijkî din raionul Burîn, regiunea Sumî, Ucraina.

## Demografie
Componența lingvistică a localității Molodivka
     Ucraineană (70,27%)
     Rusă (29,73%)
Conform recensământului din 2001, majoritatea populației localității Molodivka era vorbitoare de ucraineană (70,27%), existând în minoritate și vorbitori de rusă (29,73%).